# Elatostema eriocephalum
Elatostema eriocephalum är en nässelväxtart som beskrevs av Wen Tsai Wang. Elatostema eriocephalum ingår i släktet Elatostema och familjen nässelväxter. Inga underarter finns listade i Catalogue of Life.